# Memòries de París
Memòries de París (en francès: Revoir Paris) és una pel·lícula dramàtica francesa del 2022 escrita i dirigida per Alice Winocour. La pel·lícula és protagonitzada per Virginie Efira com a Mia, una dona que està lluitant amb els efectes persistents sobre la salut mental d'haver sobreviscut a un atac terrorista a París mesos abans.
El repartiment de la pel·lícula també inclou Benoît Magimel, Grégoire Colin, Maya Sansa, Amadou Mbow, Nastya Golubeva, Anne-Lise Heimburger, Sofia Lesaffre i Clarisse Makundul.
Es va estrenar al 75è Festival Internacional de Cinema de Canes i al Festival Internacional de Cinema de Toronto del 2022. Va sortir als cinemes a França el 7 de setembre de 2022 a mans de Pathé. Ha estat doblada i subtitulada al català.